# Onitis multidentatus
Onitis multidentatus är en skalbaggsart som beskrevs av Gillet 1918. Onitis multidentatus ingår i släktet Onitis och familjen bladhorningar. Inga underarter finns listade i Catalogue of Life.